# Petrolisthes celebesensis
Petrolisthes celebesensis is een tienpotigensoort uit de familie van de Porcellanidae. De wetenschappelijke naam van de soort is voor het eerst geldig gepubliceerd in 1981 door Haig.